# Josh Dylan
Joshua Williams (Londres, 19 de enero de 1994) es un actor británico.

## Carrera
Josh Dylan se formó en la Guildhall School of Music and Drama de Londres. En 2017, Dylan protagonizó la producción Sheppey del Orange Tree Theatre, dirigida por Paul Miller y ganó el premio Off West End 2017 al Mejor Actor de Reparto.

## Filmografía

### Cine
| Año  | Título                      | Papel               |
| ---- | --------------------------- | ------------------- |
| 2016 | Aliados                     | Capitán Adam Hunter |
| 2018 | Mamma Mia! Here We Go Again | Joven Bill          |
| 2018 | The Little Stranger         | Bland               |

### Televisión
| Año  | Título                       | Papel          | Notas                            |
| ---- | ---------------------------- | -------------- | -------------------------------- |
| 2019 | The End of the F***ing World | Todd Alan King | Recurrente en segunda temporada. |
| 2020 | Noughts + Crosses            | Jude McGregor  | Elenco principal.                |

## Premios
| Año  | Categoría              | Resultado |
| ---- | ---------------------- | --------- |
| 2017 | Mejor Actor de Reparto | Ganador   |